# Du Layna (huyện)
Du Layna là một huyện thuộc tỉnh Ghowr, Afghanistan. Dân số thời điểm năm 1999 là -18,9 người.